# Ján Čado
Ján Čado (* 7. Mai 1963 in Trstená, Tschechoslowakei) ist ein ehemaliger slowakischer Leichtathlet, der sich auf den Dreisprung spezialisiert hat und der für die Tschechoslowakei an den Start ging. Seinen größten sportlichen Erfolg feierte er mit dem Gewinn der Silbermedaille bei den Halleneuropameisterschaften 1985 in Piräus.

## Sportliche Laufbahn
Erste internationale Erfahrungen sammelte Ján Čado vermutlich im Jahr 1983, als er bei den Halleneuropameisterschaften in Budapest mit einer Weite von 16,60 m den vierten Platz im Dreisprung belegte. Im August startete er bei den erstmals ausgetragenen Weltmeisterschaften in Helsinki und belegte dort mit 17,06 m im Finale den sechsten Platz. Im Jahr darauf belegte er bei den Halleneuropameisterschaften in Göteborg mit 16,93 m den vierten Platz im Dreisprung und gelangte im Weitsprung mit 7,48 m auf Rang zehn. 1985 belegte er bei den Hallenweltspielen in Paris mit 16,71 m den fünften Platz im Dreisprung und wurde im Weitsprung mit 7,40 m Neunter. Kurz darauf gewann er bei den Halleneuropameisterschaften in Piräus mit 17,23 m die Silbermedaille im Dreisprung hinter dem Bulgaren Christo Markow. Im Jahr darauf belegte er bei den Halleneuropameisterschaften in Madrid mit 16,90 m den vierten Platz und im Sommer verpasste er bei den Freiluft-Europameisterschaften in Stuttgart mit 16,39 m den Finaleinzug. 1987 belegte er bei den Halleneuropameisterschaften in Liévin mit 16,96 m den vierten Platz und gelangte kurz darauf bei den Hallenweltmeisterschaften in Indianapolis mit 16,33 m auf den zehnten Platz. 1991 verpasste er bei den Hallenweltmeisterschaften in Sevilla mit 15,85 m den Finaleinzug und im Sommer schied er bei den Weltmeisterschaften in Tokio mit 16,58 m in der Qualifikationsrunde aus. Daraufhin trat er nicht mehr international in Erscheinung.
1986 wurde Čado tschechoslowakischer Meister im Dreisprung.

## Persönliche Bestleistungen
- Weitsprung: 8,09 m, 8. Juli 1984 in Barcelona
- Dreisprung: 17,34 m (+0,1 m/s), 26. Mai 1984 in Bratislava